# Рогожское кладбище
Рогожское кладбище в Нижегородском районе Москвы — духовный центр старообрядчества Белокриницкого согласия. Расположено на востоке столицы по адресу: Старообрядческая улица, дом 31 А. Современная площадь кладбища составляет 9,65 га.

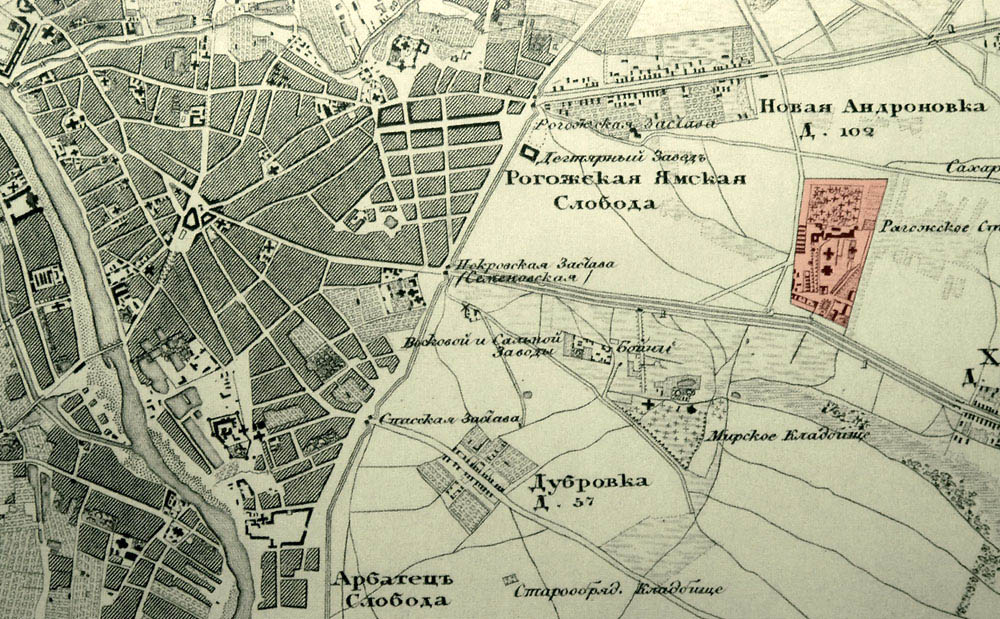
Рогожское кладбище. 1848

## История
Кладбище основано в 1771 году за Покровской заставой (в трёх верстах от Рогожской заставы, направо от Владимирского тракта) в районе Рогожской ямской слободы на землях, принадлежавших ранее Андроновой слободе. В период свирепствовавшей в Москве эпидемии чумы все захоронения в городской черте были запрещены, в связи с чем за Камер-Коллежским валом были учреждены новые кладбища (в том числе сохранившиеся Рогожское, Введенское, Ваганьковское, Даниловское и Калитниковское).
Первоначально на Рогожском кладбище появились братские старообрядческие могилы. С разрешения императрицы Екатерины II вблизи кладбища возвели старообрядческий приют и богадельный дом, построили (но уже без отдельного разрешения) деревянную и каменную часовни, службу в которых до 1822 года совершали «беглые попы». Таким образом возник старообрядческий посёлок. В 1791 году с помощью некоторых уловок старообрядцам удалось воздвигнуть на кладбище просторный Покровский собор, который стал центром для всех российских приверженцев старой веры, признающих белокриницкую иерархию. В 1812 году священник Иван Ястребов скрыл всё церковное имущество кладбища в специально вырытых ямах и остался охранять его в занятой французами Москве, а после ухода французов ещё до возвращения жителей всё вернул на свои места. С 1822 по 1854 года в храмах Рогожской заставы совершали богослужения «дозволенные беглые попы».
Учреждение в 1846 году Белокриницкой митрополии поставило российских старообрядцев, в том числе и общину Рогожского кладбища, перед выбором, который в конце концов был сделан в пользу иерархии. С 1853 года Рогожское кладбище — духовный центр старообрядческой архиепископии Московской и всея Руси. В декабре 1853 года после смерти И. М. Ястребова часть прихожан во главе с Владимиром Сапелкиным перешла в единоверие, после чего 23 сентября 1854 года в одной из каменных часовен — малой Никольской — был учреждён единоверческий приход. Прихожане Рогожского кладбища разделились на церковных и часовенных. Впрочем, как оказалось впоследствии, значительная часть перешедших в единоверие сделало это из-за стремления записаться в купеческое сословие, на что старообрядцы с 1 января 1855 года не имели права. Уже в следующем году возникло несколько дел о мнимом обращении, причём было обнаружено, что единоверческое духовенство в некоторых случаях выдавало лишь свидетельства обращавшимся, не совершая никакого церковного акта. Вскоре после Сапелкина вступил в единоверие последний рогожский священник Пётр Русанов. Совершение службы в старообрядческих часовнях на некоторое время прекратилось.
С 21 января 1856 года, после появления священства белокриницкого согласия, на Рогожском кладбище возобновилось совершение церковных служб полным чином. Митрополит Московский Филарет (Дроздов) немедленно потребовал гражданских «репрессалий», и по распоряжению правительства алтари в часовнях были 7 июля 1856 года запечатаны. После издания закона 3 мая 1883 года старообрядцы поставили в часовнях походные алтари, где отправлялись службы попами австрийского священства, но эти алтари приказано было снять. Печати на алтарных дверях Покровского собора были сняты по особому распоряжению императора Николая II накануне Пасхи 1905 года в связи с изданием «Высочайшего указа об укреплении начал веротерпимости» от 17 апреля 1905 года.
На Рогожском кладбище похоронены многие представители московского купечества, селившегося вблизи храмов в слободах на территории современного Таганского района. В 1906 году в архивах кладбища была найдена древнерусская летопись XV века — «Рогожский летописец».
После революций 1917 года кладбище перестало быть только старообрядческим. В 1930—1940-х годах на кладбище тайно хоронили жертв политических репрессий, в том числе расстрелянных в октябре 1941 года военачальников Якова Смушкевича, Павла Рычагова, Григория Штерна, Александра Локтионова. На территории — две группы братских могил воинов, погибших во время Великой Отечественной войны и умерших в московских госпиталях.
На территории кладбища действуют Покровский собор Русской православной старообрядческой церкви, многоярусная Воскресенская церковь-колокольня (архитектор Фёдор Горностаев, строитель Зиновий Иванов), православный храм Святителя Николая Чудотворца (архитектор Василий Карнеев). Моленный дом и собор Рождества Богородицы закрыты.

## Кладбищенская скульптура
Многие надгробия и памятники сооружены на кладбище известными архитекторами и скульпторами. По проекту архитектора Фёдора Шехтеля и скульптора Николая Андреева в 1891 году сооружена часовня-памятник Т. С. Морозову и железная сень над фамильным захоронением Морозовых, беломраморный крест с рельефным распятием и оригинальным мраморным же саркофагом на могиле Саввы Тимофеевича Морозова выполнен Н. А. Андреевым.

## Известные захоронения
- Артеменко, Юрий Ильич (1906—1948) — Герой Советского Союза[6]
- Королёв, Василий Филиппович (1891—1962) — протоиерей, настоятель московского старообрядческого Покровского собора.
- Кузнецов, Матвей Сидорович — фарфорозаводчик.
- Морозов, Михаил Акимович — академик Академии медицинских наук СССР.
- Морозов, Савва Тимофеевич (1862—1905) — меценат и общественный деятель[6].
- Морозов, Тимофей Саввич (1823—1889) — купец[6].
- Рябушинские — Павел и Василий Михайловичи — текстильные фабриканты.
- Рябцев, Борис Иванович (1927—1964) — Герой Советского Союза[6]
- Солдатёнков, Козьма Терентьевич — книгоиздатель и владелец художественной галереи[6].
- Степанов, Михаил Иудович (1920—1952) — Герой Советского Союза[6]
- Шелапутины — купцы первой гильдии, благотворители[7].
- Ясашнов, Михаил Фёдорович — русский фабрикант; книгоиздатель и благотворитель.

## Галерея

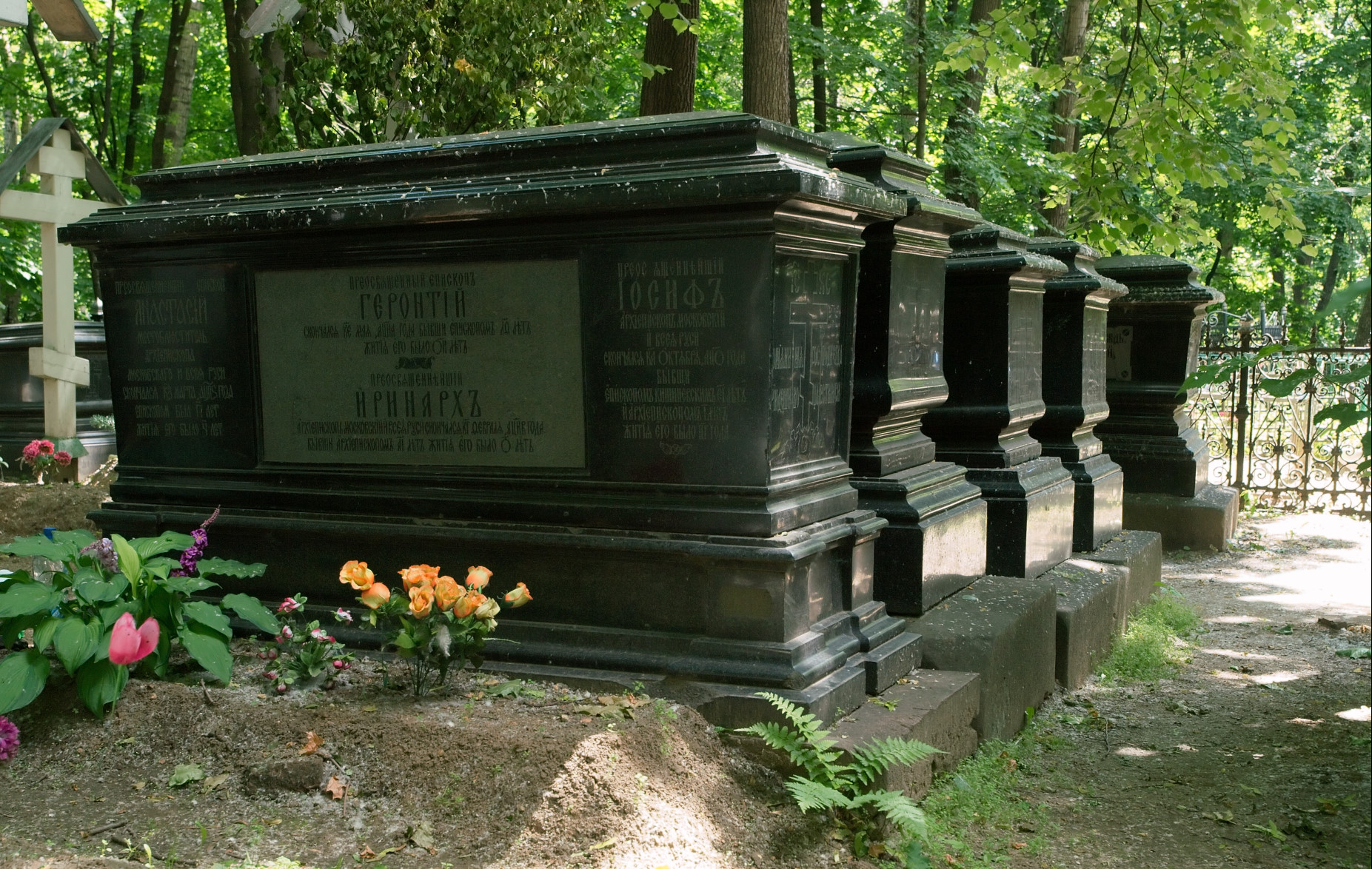
Надгробия старообрядческих архиереев
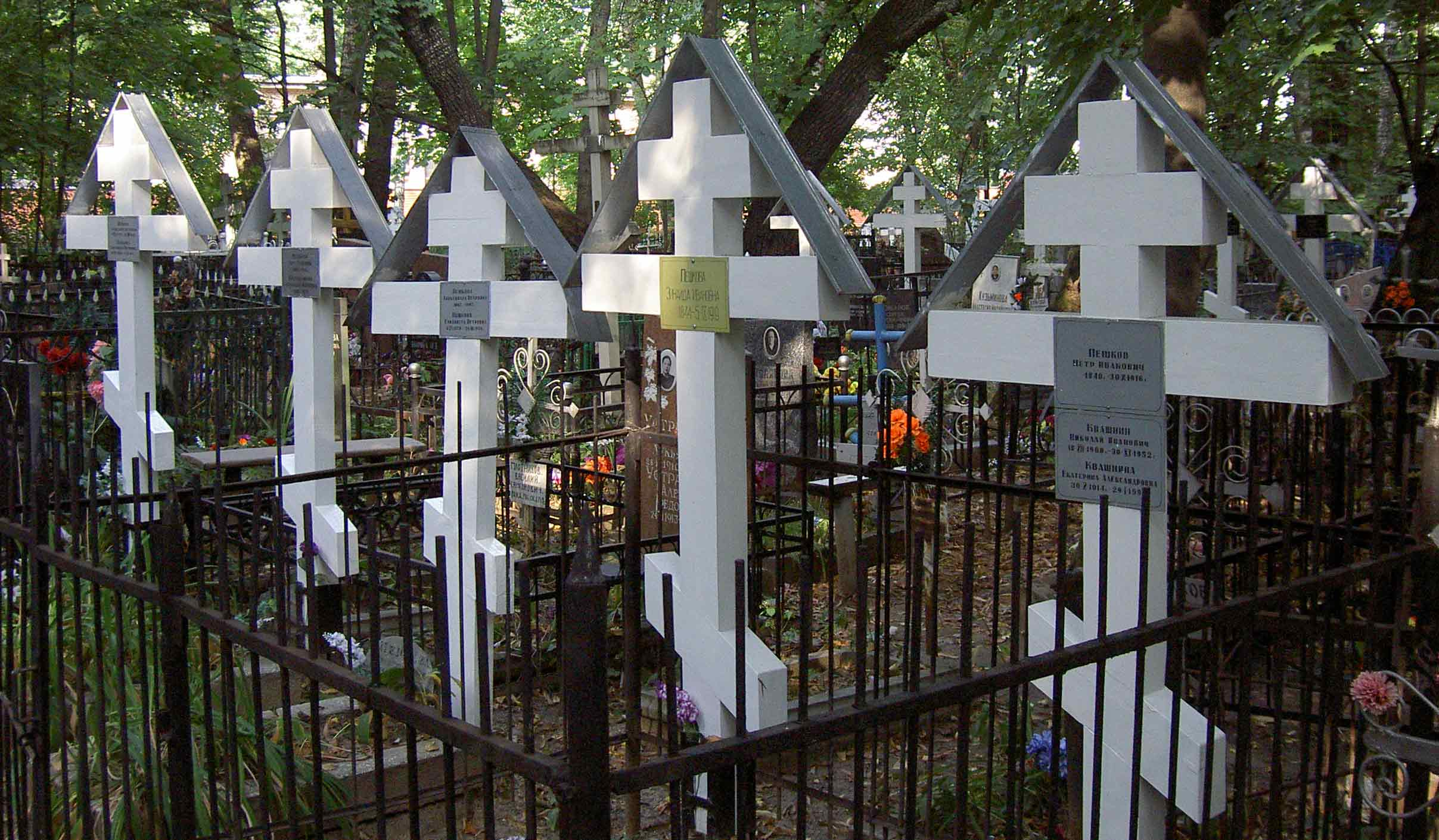
Могилы старообрядцев
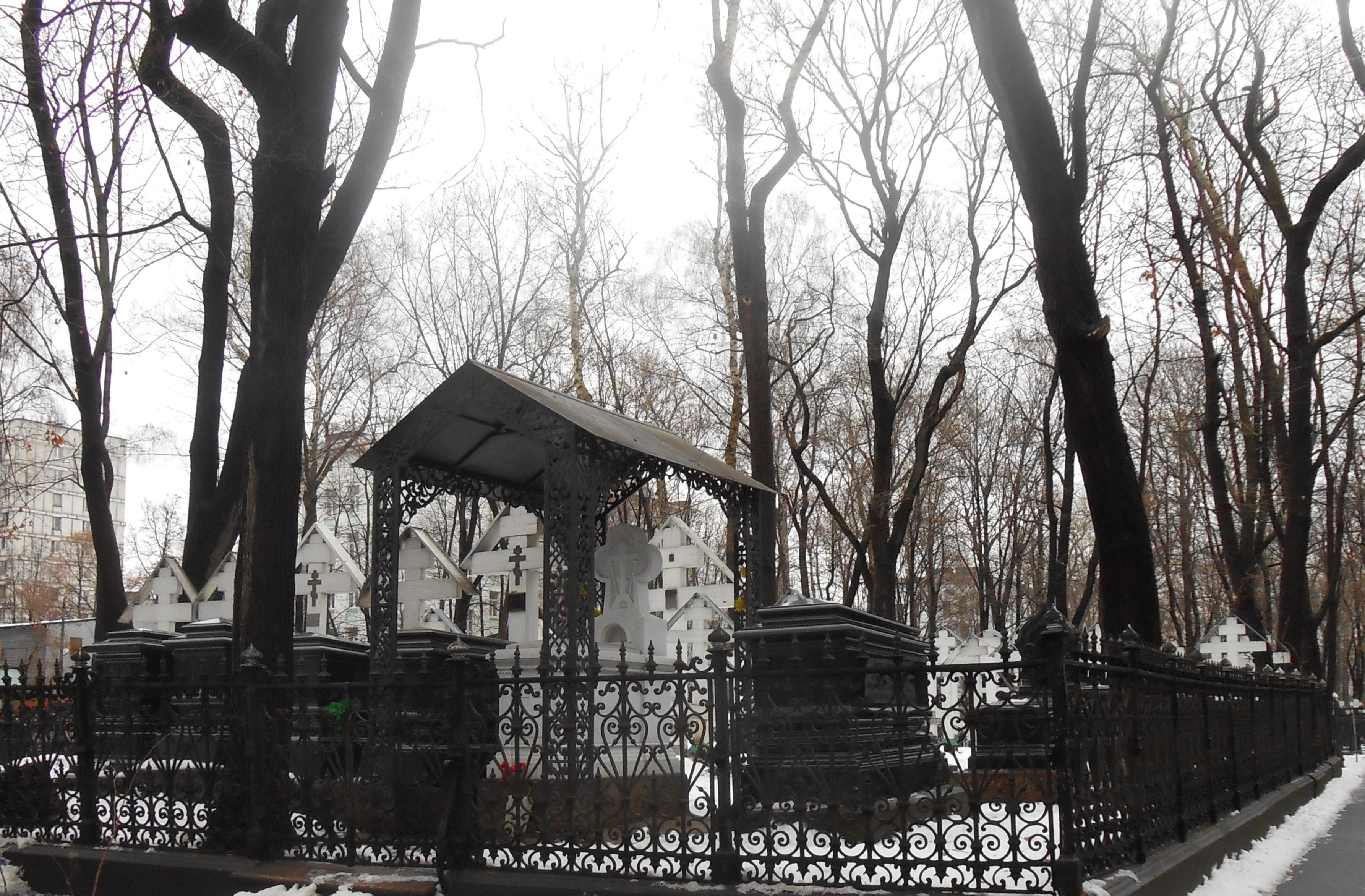
Архиерейские могилы
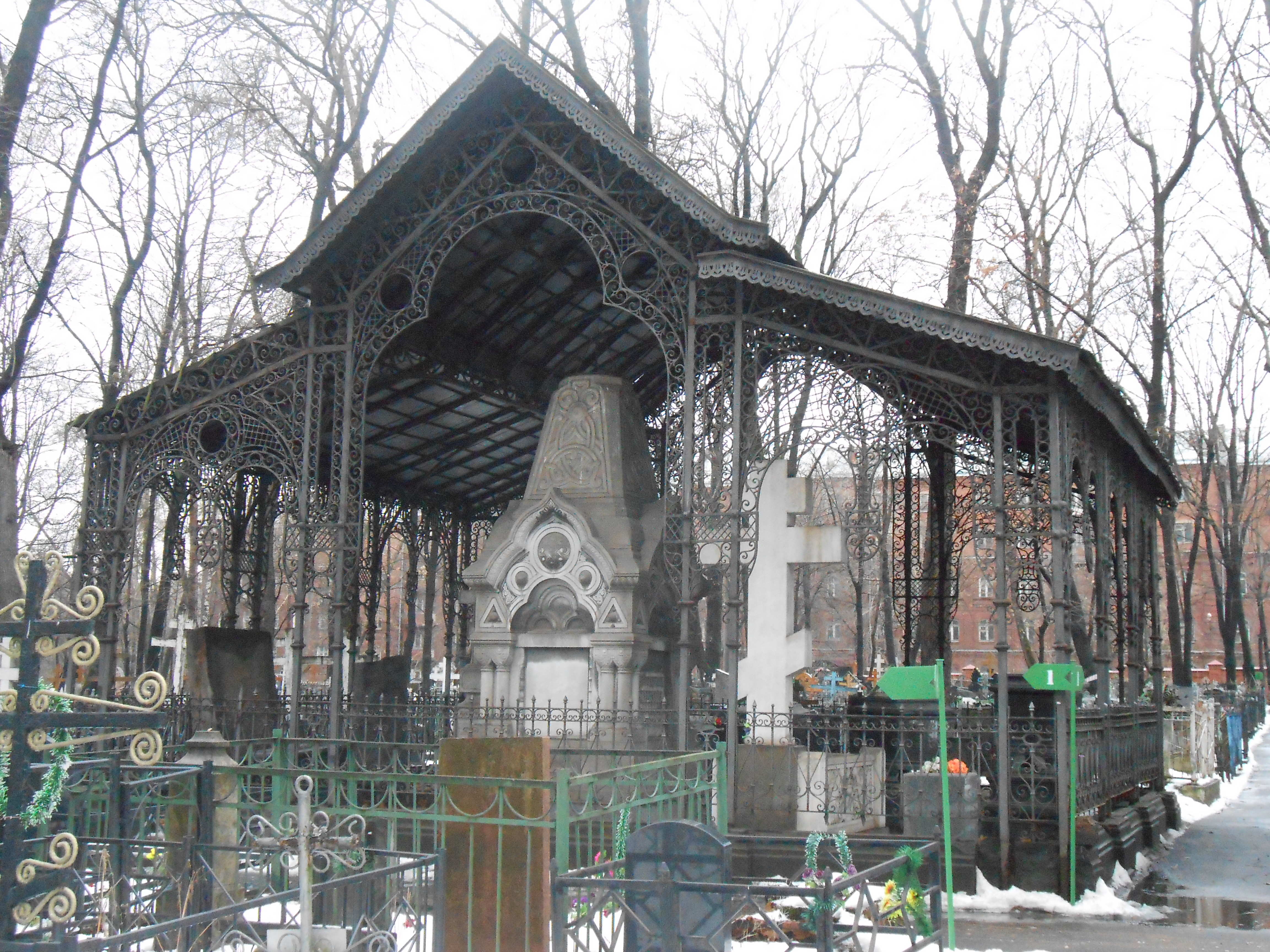
Усыпальница Морозовых
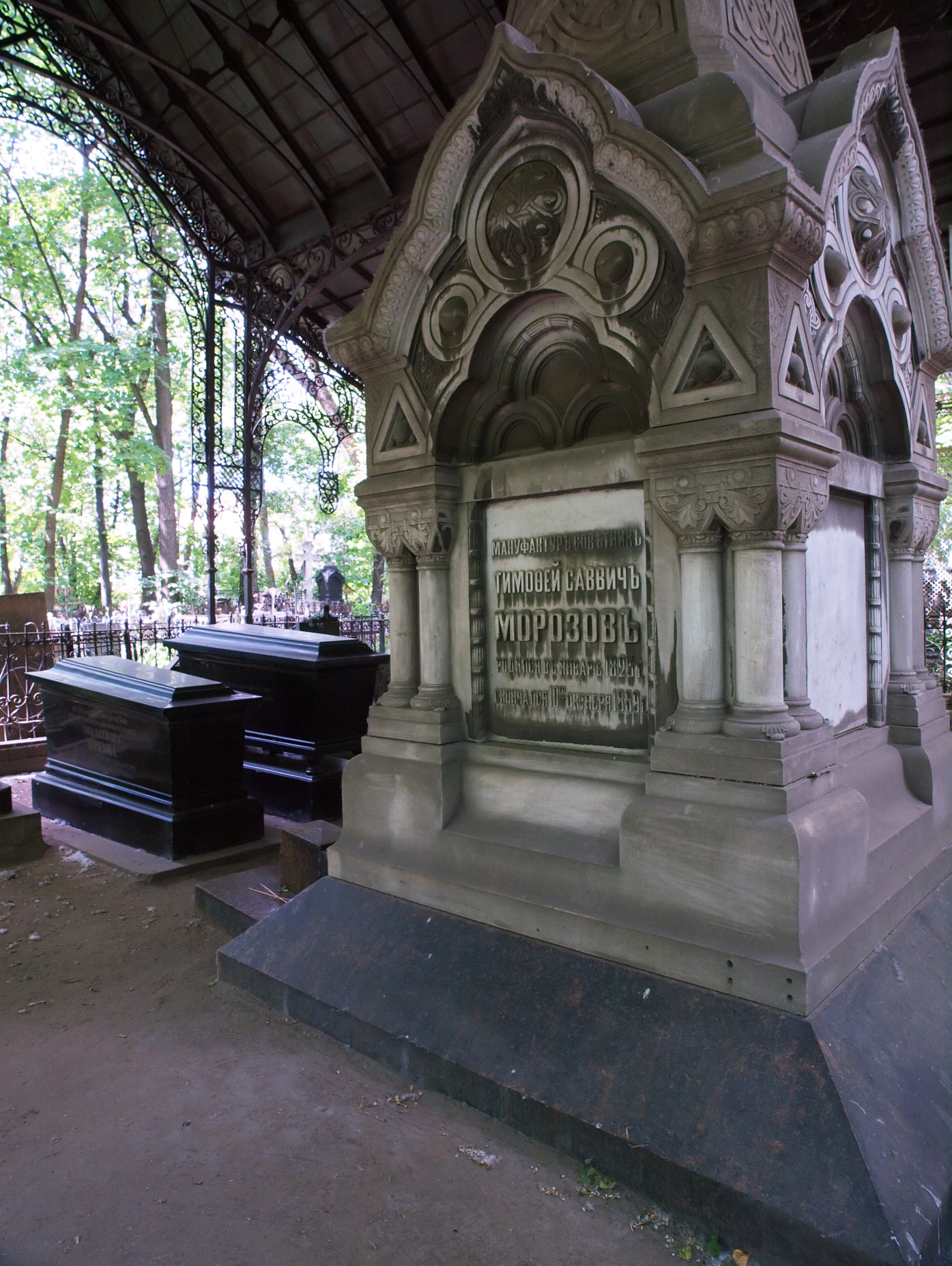
Захоронения Морозовых